# تريش فان ي رامون دي فيري
تريش فـان ي رامون دي فيري (بالإنجليزية: Trish Van Devere)‏ هي ممثلة أمريكية، ولدت في 9 مارس 1943 في إنغلوود كليفس ‏ في الولايات المتحدة.

## أعمال

### أفلام
- التغيير

## وصلات خارجية
- تريش فـان ي رامون دي فيري على موقع IMDb (الإنجليزية)
- تريش فـان ي رامون دي فيري على موقع ألو سيني (الفرنسية)
- تريش فـان ي رامون دي فيري على موقع أول موفي (الإنجليزية)
- تريش فـان ي رامون دي فيري على موقع قاعدة بيانات برودواي على الإنترنت (الإنجليزية)
- تريش فـان ي رامون دي فيري على موقع قاعدة بيانات الأفلام السويدية (السويدية)
- تريش فـان ي رامون دي فيري على موقع إن إن دي بي (الإنجليزية)
- تريش فـان ي رامون دي فيري على موقع قاعدة بيانات الفيلم (الإنجليزية)
- تريش فـان ي رامون دي فيري على موقع كينوبويسك (الروسية)